# Sordid Lives
Sordid Lives es una película de comedia romántica independiente estadounidense de 2000 escrita y dirigida por Del Shores. La película está basada en la obra de Shores del mismo nombre e incluye elementos de su vida, según el comentario del director en DVD. La película fue seguida por la serie de televisión de 2008 Sordid Lives: The Series.
La obra de teatro original se estrenó en Los Ángeles el 11 de mayo de 1996 y finalmente ganó 14 premios Drama-Logue. La película recibió críticas mixtas del público general, pero se convirtió en un clásico de culto entre los fanáticos LGBT, particularmente en el sur . La película cuenta la historia de una familia de Texas que se unió después de la muerte de la matriarca. Continuando con la historia, la nueva estación de Viacom, Logo, produjo 12 episodios de Sordid Lives: The Series . La versión televisiva comienza en un punto anterior al que cubre la película, con Rue McClanahan. como la madre, Peggy Ingram. Muchos miembros del elenco de la película regresaron, incluidas Leslie Jordan y Olivia Newton-John. Caroline Rhea reemplazó a Delta Burke, y Jason Dottley reemplazó a Kirk Geiger como Ty Williamson, aunque Geiger repitió el papel de Ty en la secuela de Sordid Lives A Very Sordid Wedding en 2017, junto con Bonnie Bedelia, Caroline Rhea, Dale Dickey, Leslie Jordan, Ann. Walker, Emerson Collins, Whoopi Goldberg y Katherine Bailess.
La serie de televisión comenzó a transmitirse en julio de 2008. Terminó después de una temporada.

## Sinopsis
Una colorida familia de un pequeño pueblo de Texas debe enfrentarse a la muerte accidental de la anciana matriarca de la familia durante una reunión clandestina en una sórdida habitación de motel con su vecina casada, mucho más joven. La familia de la mujer debe lidiar con sus propios demonios mientras se prepara para lo que podría ser un funeral embarazoso.

## Reparto
| Actor                                               | Personaje                 | Notas |
| --------------------------------------------------- | ------------------------- | --- |
| Olivia Newton-JohnPelícula                          | Bitsy Mae Harling         | Un cantante local con "reputación"; Buen amigo de Peggy. |
| Kirk Geiger Película/Secuela Jason DottleySeries    | Ty Williamson             | El hijo de Latrelle, un hombre gay de veintitantos años encerrado que dejó su pequeña ciudad natal de los bautistas del sur de Texas y se mudó a West Hollywood para convertirse en actor.                                             |
| Sarah Hunley                                        | Juanita Bartlett          | Amigo de memoria a corto plazo de Wardell, un cliente habitual (el borracho de la ciudad) de Bubba's Bar. |
| Newell Alexander                                    | Wardell 'Bubba' Owens     | Amigo de GW; objeto del cariño del hermano Boy. |
| Beau BridgesPelícula David SteenSerie/Secuela       | GW Nethercott             | El marido infiel de Noleta, que se siente responsable de la muerte de Peggy. |
| Earl H. Bullock Película David CowgillSecuela/Serie | Odell Owens               | El hermano de Bubba, que está marcado de por vida por un incidente de hinchazón de cerdos. |
| Beth GrantDale DickeySecuela                        | Mariquita Hickey          | La hermana mucho menor de Peggy; tía del hermano Boy, Lavonda y Latrelle; ella solo quiere dejar de fumar. |
| Delta BurkePelícula Caroline RheaSerie/Secuela      | Noleta Nethercott         | La vecina de al lado de Sissy, la angustiada esposa de GW Nethercott; El mejor amigo de Lavonda. |
| Leslie Jordan                                       | Earl 'Brother Boy' Ingram | Fanático de las mujeres de la música country, Brother Boy ha sido institucionalizado durante 23 años por sus padres por ser un homosexual travestido.                                                                                  |
| Mitch Carter                                        | Parachoque                | El guardia de seguridad de la institución mental, que se burla del hermano Boy. |
| Bonnie Bedelia                                      | Latrelle Williamson       | La madre de Ty y la hija mayor de Peggy, que se preocupa principalmente por mantener las apariencias. Quiere persuadir a su hermana Lavonda y tía Sissy de que no entierren a Peggy en una estola de visón en Texas durante el verano. |
| Sharron Alexis                                      | Sara Kaufman              | La exnovia trastornada de Ty que se obsesiona con que están destinados a estar juntos. |
| Ann Walker                                          | LaVonda DuPree            | La hija menor de Peggy, un espíritu libre que también es la mejor amiga de Noleta. |
| Mary-Margaret Lewis                                 | Ethel                     | Confidente del hermano Boy y mejor amigo en la institución mental. |
| Romero Alexander                                    | Dra. Eve Bolinger         | "Doctor Evil" quiere deshomosexualizar al hermano Boy para que pueda escribir un libro, aparecer en el programa de televisión de Oprah y renunciar a su trabajo de psiquiatra en la institución mental.                                |
| Gloria LeRoyPelícula Rue McClanahanSerie            | Peggy Ingram              | La hermana recientemente fallecida de Sissy Hickey; madre de Latrelle, Lavonda y Brother Boy. |

## Banda sonora
| No. | Título                                          | Escritor (es)                        | Ejecutante                                                                                            | Duración |
| --- | ----------------------------------------------- | ------------------------------------ | --- | -------- |
| 1.  | "Sordid Lives"                                  |                                      | Olivia Newton-John                                                                                    | 02:07    |
| 2.  | "Opening"                                       | George S. Clinton                    | George S. Clinton                                                                                     | 02:12    |
| 3.  | "Trash Talk"                                    |                                      | Delta Burke/Beth Grant                                                                                | 00:49    |
| 4.  | "Better a Painful Ending, Than an Endless Pain" | Sharyn Lane/Mark McGuinn             | Bobbie Eakes/Doo Wah Riders                                                                           | 04:08    |
| 5.  | "Blue Country"                                  | George S. Clinton                    | George S. Clinton                                                                                     | 02:28    |
| 6.  | "Tallywacker Talk/Mano a Mano"                  |                                      | Bonnie Bedelia/George S. Clinton/Kirk Geiger/Beth Grant                                               | 02:48    |
| 7.  | "Truth Talk"                                    |                                      | Bonnie Bedelia/Beth Grant/Ann Yvonne Walker                                                           | 00:54    |
| 8.  | "Will the Circle Be Unbroken"                   | A.P. Carter                          | Olivia Newton-John                                                                                    | 02:05    |
| 9.  | "Ty's Theme"                                    | George S. Clinton                    | George S. Clinton                                                                                     | 01:34    |
| 10. | "Someone to Grow Young With"                    | Kacey Jones/Sharyn Lane              | Kacey Jones                                                                                           | 03:44    |
| 11. | "No Fault Love"                                 | Kacey Jones/Sharyn Lane              | Kacey Jones                                                                                           | 03:11    |
| 12. | "Sh*t Talk"                                     |                                      | Beau Bridges/Earl H. Bullock                                                                          | 00:13    |
| 13. | "Get off the Cross, We Need the Wood"           | Kacey Jones/Sharyn Lane              | J. Scott Jones                                                                                        | 02:24    |
| 14. | "Cheatin'"                                      |                                      | Newell Alexander                                                                                      | 01:39    |
| 15. | "Break-Out Talk/Escape"                         |                                      | Newell Alexander/Rosemary Alexander/Mitch Carter /George S. Clinton/Leslie Jordan/Mary Margaret Lewis | 01:39    |
| 16. | "Please Don't Be Gay"                           | Sharyn Lane                          | Sharron Alexis                                                                                        | 02:19    |
| 17. | "Mother/Son Talk"                               |                                      | Bonnie Bedelia/Kirk Geiger                                                                            | 01:55    |
| 18. | "Coming Home"                                   |                                      | Olivia Newton-John                                                                                    | 02:10    |
| 19. | "In Daddy's Eyes"                               | George S. Clinton                    | George S. Clinton                                                                                     | 04:17    |
| 20. | "Tex-Mex"                                       | George S. Clinton                    | George S. Clinton                                                                                     | 01:59    |
| 21. | "Funeral Talk"                                  |                                      | Olivia Newton-John                                                                                    | 01:03    |
| 22. | "Just As I Am"                                  | William B. Bradbury/Charlotte Elliot | Olivia Newton-John                                                                                    | 01:01    |
| 23. | "Transvestite Talk"                             |                                      | Bonnie Bedelia/Beau Bridges/Kirk Geiger/Beth Grant/Leslie Jordan/Olivia Newton-John/nn Yvonne Walker  | 00:32    |
| 24. | "Just As I Am (Conclusion)"                     | William B. Bradbury/Charlotte Elliot | Olivia Newton-John                                                                                    | 00:41    |
| 25. | "Mama Talk"                                     |                                      | Leslie Jordan                                                                                         | 00:05    |
| 26. | "Sordid Lives (Reprise)"                        |                                      | Olivia Newton-John                                                                                    | 00:58    |
| 27. | "Trust Yourself"                                | Olivia Newton-John                   | Olivia Newton-John                                                                                    | 05:38    |
|     |                                                 |                                      | Duración total:                                                                                       | 54:33    |

## Secuela
En otoño de 2014, Del Shores anunció que estaba trabajando en la secuela de la película titulada A Very Sordid Wedding. Beard Collins Shores Productions de Shores lanzó una campaña de recaudación de fondos en Indiegogo para armar el proyecto y asegurar la financiación de los inversores. La campaña terminó el 29 de octubre de 2014 y la filmación de la secuela comenzó en octubre de 2015. La película se estrenó en Palm Springs CA el 10 de marzo de 2017.
La película retoma 16 años después de los eventos de la primera película y trata sobre el impacto del avance del matrimonio entre personas del mismo sexo en la conservadora comunidad sureña. Varios actores de la película original Sordid Lives repiten sus papeles, incluidos Bonnie Bedelia, Leslie Jordan, Newell Alexander, Sarah Hunley, Rosemary Alexander, Ann Walker y Kirk Geiger. Junto a ellos de la serie Sordid Lives están David Steen, David Cowgill y Caroline Rhea. Actores originales Beth Grant y Olivia Newton-John rechazó las ofertas para regresar para la secuela. Mientras se reformula el papel de Grant de Sissy, el papel de Newton John de Bitsy Mae se eliminó del guion. Shores también anunció que varios actores nuevos se unirían a los artistas que regresan. En la primavera de 2015, Whoopi Goldberg se agregó al elenco como la suegra de Ty.